# رومولو
رومولو (Rômulo Souza Orestes Caldeira) (22 مايو 1987 في بيلوتاس في البرازيل – )؛ هو لاعب كرة قدم كان يلعب كمدافعمهاجم.

## وصلات خارجية
- رومولو على موقع الاتحاد الأوربي (الإنجليزية)
- رومولو على موقع قاعدة بيانات كرة القدم.إي يو (الإنجليزية)
- رومولو على موقع بيانات كرة القدم. دي إي (الألمانية)
- رومولو على موقع Soccerbase.com (لاعب) (الإنجليزية)
- رومولو على موقع Soccerway.com (الإنجليزية)
- رومولو على موقع عالم كرة القدم.نت (الإنجليزية)
- رومولو على موقع AS.com (الإسبانية)